# General Custer at the Little Big Horn
General Custer at the Little Big Horn è un film muto del 1926 diretto da Harry L. Fraser e con protagonista Roy Stewart. Racconta gli eventi della celebre "Battaglia di Little Bighorn".

## Trama
Il sovraintendente di una riserva indiana del Montana è in apprensione perché ha saputo che Fiele, capo Hunkpapa, sta reclutando dei guerrieri per unirsi alla guerra che il Lakota Toro Seduto sta conducendo, in alleanza con lo Cheyenne Cavallo Pazzo. Il generale Custer non può agire, dovendo eventualmente aspettare un ordine, e si limita a inviare il suo collaboratore Lem Hawks, conoscitore degli indiani e persona di loro fiducia, in una missione, a seguito della quale Fiele avrebbe dovuto presentarsi al campo della riserva per parlamentare.
Fiele e Lem si accordano in tal senso, ma il capitano Page, rivale di Lem nell'amore di Betty, la figlia di John Rossman, per guadagnarsi l'ammirazione della ragazza scavalca le prerogative di Lem e si reca da Fiele, sulla cui cattura vivo o morto pendeva una taglia: il condottiero indiano viene trafitto dalla baionetta di un soldato, e reputato morto. Il generale Custer va su tutte le furie per l'azione sconsiderata del capitano Page, e per parte loro i nativi americani si risolvono definitivamente per la guerra. Nello stesso tempo giunge a Custer l'ordine di seguire la pista indiana lungo il fiume Rosebud: una volta giuntivi, il 7º Cavalleria si divide in tre squadroni al comando rispettivamente di Custer e dei generali Reno e Benteen.
Gli uomini di Custer, giunti al torrente Little Bighorn si trovano a mal partito, e nella battaglia che ne segue perdono la vita sia Page che John Rossman, mentre Lam parte alla ricerca di rinforzi. Quando torna sul posto con le truppe del generale Terry è troppo tardi: il campo di battaglia è disseminato di cadaveri dei combattenti statunitensi, fra cui anche Custer.

## Stato di preservazione
Una copia del film è conservata nella collezione della Biblioteca del Congresso.